# Quas primas
Quas primas, en español Al igual que en la primera [encíclica], es la sexta encíclica del papa Pío XI. Fue publicada el 11 de diciembre de 1925. En ella expone el reinado social de Jesucristo, su naturaleza y derecho a gobernar sobre todo el orbe, e instituye, con el fin de enseñar a las naciones el deber de adorar públicamente y obedecer a Jesucristo, la festividad de Cristo Rey.

## Contenido
Pío X comienza la encíclica recordando el mensaje de aquella primera -Ubi arcano Dei consilio- que escribió al iniciar su pontificado

Quas primas post initum Pontificatum dedimus ad universos sacrorum Antistites Encyclicas Litteras, meminimus in iis Nos aperte significasse — cum summas persequeremur earum calamitatum causas, quibus premi hominum genus conflictarique videremus — non modo eiusmodi malorum colluviem in orbem terrarnm idcirco invasisse quod pleriqne mortalium Iesum Christum sanctissimamque eius legem cum a sua ipsorum consuetudine et vita, tum a convictu domestico et a re publica submoverant; sed etiam fore nunquam ut mansurae inter populos pacis spes certa affulgeret, usque dum et homines singuli et civitates Salvatoris Nostri imperium abnuerent ac recusarent
En la primera encíclica, que al comenzar nuestro Pontificado enviamos a todos los obispos del orbe católico, analizábamos las causas supremas de las calamidades que veíamos abrumar y afligir al género humano. Y en ella proclamamos claramente no sólo que este cúmulo de males había invadido la tierra, porque la mayoría de los hombres se habían alejado de Jesucristo y de su ley santísima, así en su vida y costumbres como en la familia y en la gobernación del Estado, sino también que nunca resplandecería una esperanza cierta de paz verdadera entre los pueblos mientras los individuos y las naciones negasen y rechazasen el imperio de nuestro Salvador.
Incipit de Quas primas

El sumo pontífice se muestra consternado por los conflictos que asolan el mundo y propone el Reino de Cristo como modo de alcanzar la verdadera paz. Asimismo, recuerda la memoria del reciente Año Santo (1925), donde se sucedieron diversas peregrinaciones, canonizaciones y cantos del Te Deum con motivo del XVI centenario del Concilio de Nicea I.
Ante esta situación el Papa exhorta a buscar "la paz de Cristo en el reino de Cristo". Recuerda, además, los sucesos del reciente Año Santo (1925), donde se sucedieron diversas peregrinaciones, canonizaciones y cantos del Te Deum con motivo del XVI centenario del Concilio de Nicea I.

### Realeza de Cristo
Ha sido costumbre general y antigua llamar a Jesucristo «Rey» en sentido metafórico por su grado de excelencia respecto a todo lo creado. Así, se dice que Jesucristo reina en las inteligencias de los hombres, en su voluntad y en sus corazones. No obstante,

también en sentido propio y estricto le pertenece a Jesucristo como hombre el título y la potestad de Rey; pues sólo en cuanto hombre se dice de El que recibió del Padre la potestad, el honor y el reino; porque como Verbo de Dios, cuya sustancia es idéntica a la del Padre, no puede menos de tener común con él lo que es propio de la divinidad y, por tanto, poseer también como el Padre el mismo imperio supremo y absolutísimo sobre todas las criaturas.
Quas primas (AAS vol .XVII,  p. 596.)

La encíclica muestra como esa declaración de la realeza de Cristo aparece ya en el Antiguo Testamento y se muestra en el Nuevo Testamento y aparece presente en la liturgia. El fundamenta de esa dignidad y poder reside -como escribe San Cirilo de Alejandría- en virtud de sus misma esencia y naturaleza; es decir de su unión hipostática, que le hace ser adorado como Dios, tanto por los ángeles como por los hombres. Pero, además, reina sobre los hombres por derecho de conquista, por su Redención.

### Carácter de la realeza de Cristo
Los evangelios muestran en Cristo la triple potestad: legislativa, judicial y ejecutiva. Se trata de un reino principalmente espiritual; así muestra con su actitud que rechaza un entendimiento meramente temporal, y así lo dice ante Pilatos, "mi reino no es de este mundo". No obstante, sería un grave error negar a Cristo-Hombre el poder sobre las cosas humanas y temporales; bien aclaro la naturaleza del reinado de Cristo, León XIII, cuando escribió:

El imperio de Cristo se extiende no sólo sobre los pueblos católicos y sobre aquellos que habiendo recibido el bautismo pertenecen de derecho a la Iglesia, aunque el error los tenga extraviados o el cisma los separe de la caridad, sino que comprende también a cuantos no participan de la fe cristiana, de suerte que bajo la potestad de Jesús se halla todo el género humano
León XIII, encíclica Annum sacrum, 25 de mayo de 1889,

Esto no supone que los gobernantes no ejerzan legítimamente su autoridad, sino que -tal explica el Papa- en la medida en que entiendan que mandan, más que por derecho propio, en representación de Cristo Rey, más tendrán presentes al dar leyes y exigir su cumplimiento el bien común y la dignidad humana. Así dejándose gobernar por Cristo la paz y la concordia reinarán en las familias y en la sociedad.

### Fiesta de Cristo Rey
Como un modo de que se conozca esta dignidad real de Cristo el Papa instituye la festividad propia y peculiar de Cristo Rey pues, la experiencia muestra la eficacia que tienen las fiestas litúrgicas para la instrucción del pueblo fiel. Así la historia muestra que estas fiestas se instituyeron en el momento en que se vieron necesarias o útiles para robustecer la fe y el ánimo de pueblo cristiano; de este modo se refiere la encíclica al fruto que produjeron algunas festividades, particularmente la del Corpus Christi, en la devoción al Santísimo Sacramento, o la del Sagrado Corazón cuando la severidad del jansenismo había enfriado en el pueblo el amor de Dios y la confianza en su salvación. 
Ahora el laicismo niega el derecho a la Iglesia a enseñar al género humano, sometiendo al poder civil el ejercicio del culto, y de este modo -como lamentó el papa en la encíclica Ubi arcano- la codicia, el odio y la discordia civil domina en la sociedad.  En esta situación, escribe el papa:

Nos anima, sin embargo, la dulce esperanza de que la fiesta anual de Cristo Rey, que se celebrará en seguida, impulse felizmente a la sociedad a volverse a nuestro amadísimo Salvador. Preparar y acelerar esta vuelta con la acción y con la obra sería ciertamente deber de los católicos; pero muchos de ellos parece que no tienen en la llamada convivencia social ni el puesto ni la autoridad que es indigno les falten a los que llevan delante de sí la antorcha de la verdad.
Quas primas (AAS vol XVII, p. 605)

Los fieles deben comprender que han de militar bajo la bandera de Cristo, encenderse en afán apostólico y llevar a Dios de nuevo a los rebeldes e ignorantes; que han de proclamar el nombre de Cristo para que esté presente en las reuniones internacionales y en los parlamentos. 
Por lo demás, esta fiesta que se establece ahora mediante esta encíclica continúa una tradición ya de manifiesto, por iniciativa y deseo de León XIII, en la consagración realizada durante el Año Santo de 1900 de todo el género humano al Sagrado Corazón. De este modo este Año Santo de 1925, que estaba terminando cuando se escribe esta encíclica, ofrece la mejor oportunidad para instituir la Fiesta de Nuestro Señor Jesucristo Rey de modo que ese día se renueve todos los años la consagración del género humano al Sagrado Corazón, con la fórmula que Pío X mandó recitar anualmente.
Explica el Papa los motivos por los que establece esta fiesta:

La razón por la cual hemos querido establecer esta festividad en día de domingo es para que no tan sólo el clero honre a Cristo Rey con la celebración de la misa y el rezo del oficio divino, sino para que también el pueblo, libre de las preocupaciones y con espíritu de santa alegría, rinda a Cristo preclaro testimonio de su obediencia y devoción. Nos pareció también el último domingo de octubre mucho más acomodado para esta festividad que todos los demás, porque en él casi finaliza el año litúrgico; pues así sucederá que los misterios de la vida de Cristo, conmemorados en el transcurso del año, terminen y reciban coronamiento en esta solemnidad de Cristo Rey
Quas primas (AAS vol XVII, p. 608)

Concluye la encíclica, antes de conceder el papa a los destinatarios su bendición apostólica, los frutos que espera de este público homenaje a Cristo Rey: para la Iglesia, pues recordará a todos la libertad e independencia del poder civil que le corresponde; para la sociedad civil, que recordará que el deber de dar culto público a Jesucristo y obedecerle obliga tanto a los particulares como a los gobernantes; y finalmente, a los fieles, que entenderán que Cristo a de reinar en su inteligencia y en su voluntad.